# 死.TV
『死.tv』（デスドットティービー）は、カネダカズヤによる日本の漫画作品。『コロコロアニキ』（小学館）第1号にて読み切り版が掲載された後、第4号から本格的に連載開始され、2020年冬号まで連載された。キャッチコピーは「女100のハイテンションデスゲーム、ここに開幕!!」。「死亡者が出るネット放送」、いわゆるアングラサイトで100人のチャレンジャーがスペシャルステージに参加し、すべてクリアすればどんな願い事も叶えてくれるが、敗北すれば死に陥ってしまうハイリスクハイリターンなゲーム物語。そのコンセプトから、少女の死亡シーンが切断や流血描写など、やや過激寄りな作風が特徴。
当初は『コロコロアニキ』第1号の読み切り作品だったが、大反響が出たため第4号からは主人公と設定を変更して連載が開始された。また、作者は読み切りと本編がリンクするかは未定とのこと。
読み切り編では、主人公の目的が「殺された父親の復讐」であるのに対し、連載版では「主催者に騙された中学生の野球少女が、金属バットで戦いゲームを勝ち抜いていく」というものになっている。

## あらすじ

### 第1部
全世界のVIP（ビップ）会員だけが視聴可能な裏の動画配信サイト「死.tv（デスドットティービー）」は、命を賭けた死の素人参加型ゲーム番組。そのルールと内容は、出題される3つのスペシャルステージで行われるゲームに参加してすべてクリアすること。それができたら主催者であるゲームマスター・デスバニーからどんな願いも1つ叶えられるが、逆に失敗すれば死亡するデメリットが付き物であり、いわば生き馬の目を抜く無法地帯と言っても過言ではない。
参加者はクセ者ぞろいの女性100人。そのうち1人は、無実の罪を着せられてデスバニーに視聴者を楽しませ、なおかつ倒せば願いが2つ叶う「ターゲットプレイヤー（ようは客寄せパンダ）」として参加することになった、囚人少女Aこと15歳の野球中学生阿修羅野まりあがいた。プレイヤーたちは願いを求めて死闘を繰り広げていく。一方で参加者の1人でゲーマーである少女・ピココこと彦山遊子は、他の参加者を脳筋と見下して自身はゲームの経験と知能で生き抜こうとするも危機に陥る。それを前後して成り行きでまりあに助けられ、以降は彼女のブレーン役兼相棒として行動を共にし、打倒デスバニーを目標にゲームを進める。
あらゆる難関を突破するなかで、鎖付き鉄球を獲物にする表世界の大富豪の令嬢で裏の最強プレイヤー・天馬院きりりと衝突する。ほかの参加者を囮に使い、自らは上から見下ろすという卑劣な行いを許せず、最終ゲームで死闘を繰り広げた結果、きりりをデスバニーと道連れにメガトン・バニーの下敷きにして勝利を収める。

### 第2部
まりあとピココが「死.tv」で優勝を勝ち取ってから一か月後、いつもの日常に戻った二人の前にステージの下敷きになったはずのきりりが現れ、新たなゲームマスターデスニャンが主催する「死.tv」の新・大会（リニューアル・ゲーム）開催を告げる。まりあはこの過激かつ理不尽な闇のゲームを撲滅すべく、ピココから授かった新型バット「修羅道（しゅらどう）」を手に再びデスゲームの舞台へと舞い降りる。

### 読み切り編
全世界のVIP（ビップ）会員だけが視聴可能な裏の動画配信サイトが存在する。その名も「死.tv（デスドットティービー）」。この放送は、第1回目の放送から10年間最高視聴率を維持し続けている素人参加型の人気番組である。4つのスペシャルステージで行われるゲームに参加してすべてクリアすることができたら主催者であるゲームマスター・皇帝デスからどんな願いも1つ叶えられるが、逆に失敗すれば悲惨な死が待ち受けている。この番組は年に1度放送され、地下700メートルがスタート地点。今年も100人の参加者が集い、それぞれの目的のためにゲームに臨むのであった。
売れないアイドル・星塚瑠々奈は、ほかの参加者による雰囲気に怯える中で、1人感じの違う参加者を見つけた。その名は狩野牙人。彼は、10年前の「死.tv」にて巨大ペンギンのデス・ビーストに食われて殺害された父親・雷人の仇を取るためにこのゲームに参加していたのだ。
様々な難関のゲームを突破して最終ステージに突入し、牙人は父の仇であるデス・ビーストに苦戦するも、皇帝デスのからくりを見破り勝利を収める。牙人は父の報復として「皇帝デスがゲームに参加すること」を願いとして掲示し、プロデューサーがそれを承諾して牙人にとっての父の復讐を終えたのであった。
後日では、共に「死.tv」を生き抜いた瑠々奈がライブでセンターの座を獲得したことを知った牙人は心から祝福し、海外で主催される「死.tv」の招待状を読み打倒プロデューサーを目指すところで物語の幕は下りる。

## 登場人物

### 主要人物
阿修羅野 まりあ（あしゅらの まりあ）
【攻撃力：A 頭脳：B+ スピード：A サバイバル力：S】
本作の主人公。ショートヘアの少女で、Aのマークが入った野球帽がトレードマーク。一人称は「あたし」。東京・A徳中学校3年生、15歳。身長157センチ、B92、W4…（以下不明）、野球部所属で、背番号3番、打順4番・ファーストを務め、中学野球史上初の女子選手でなおかつ「奇跡の天才スラッガー」と評されており、「どんな悪球でもホームランにできる」ほどの腕前を持つゆえに、全国一の強豪校からスカウトが来るほど注目されている。ある日、練習していたところをデスバニーの甘言に乗せられて（自身はスカウトと勘違いしていた）、無実の罪を着せられて何も知らされないまま「死.tv」にターゲットプレイヤー「少女A」として出場する破目になり、クセ者ぞろいの猛者たちと死闘を繰り広げ、ゲームを戦い抜いていく。その成り行きでピココを相棒にした。リンゴが好物。
金属製の野球バットを得物とする。中学生離れした身体能力の持ち主で、バットであらゆる物を破壊してゲームを有利に進めるが、単に体力バカというわけではなく、野球を通して敵の動きや出方を投手に見立てて先読みしてそれを見切るほどの観察眼と洞察力、野球のテクニックを応用した経験とそれを裏付ける勘、ピココの知恵をもらって即座に実践に応用する適応力、きりりの鎖付き鉄球を逆利用してデスバニーときりりを自滅に追い込む奇策をとるなど、頭の回転力も相当なものである。ただ、目標達成が間近になるとテンションが上がりやすく、デスニャンが主催する「新・死.tv」を撃破してデス・フォックスの言による「最終決着戦（クライマックスシリーズ）」が開催される前後に「一気に潰す」と盛り上がっていたところをツカサに諫められた上に「基本短気ね」と酷評されている。
また、男勝りかつ熱血で人情に厚く、売られた喧嘩は買い、卑劣で卑怯なことを嫌う正義感の持ち主であり、上流階級であることを称して鼻にかけ、人の命を踏み台にして弄ぶようなデスバニーやきりりに対しては激しい怒りを露にする。反面、ゲームでのハチャメチャぶりから、実況では「スケバン」と揶揄されており、後のデスニャンが主催する「新・死tv」にてツカサに対して「自分を善人だと思ったことはない」、「野球で球を打つこと以外ろくなことができない」とも語っている。それでも人の命を奪うことは由とせず、デスバニー、デスニャン、きりりを除けば、倒した相手はいずれも戦闘力を奪う程度に留めている。きりりに対しても一切容赦はせず最後は完膚なきまで撃破するも「自分にはできない」「どんな命もずっしり重くて」と命だけは助けており、作中では最後まで直接的に人を殺めることは無かった。
最終的にはピココと共に優勝を果たし、賞金10億円をピココが山分けする予定であったが断って一方的に押し付けている。一か月後、中学および野球部に復帰して奈良の点神中学との試合で優勝した後、ピココと再会。彼女から賞金の受け取りを再度拒否したのを前後してきりりと再会する。彼女からリベンジとして「新・死.tv」の招待状を突き付けられ、その誘いに乗り一週間後の大会に出場し、常軌を逸した闇のゲームでこれ以上犠牲者を出さないようにするため、「『死.tv』を解体する」という新たな目標を掲げて勝負に挑む。また、ピココから「一打入魂」の文字が入った折れず曲がらずの特注の金属製バット「修羅道」を受け取った。
自身の活躍の影響により、『死.tv』の視聴者から命を狙われ、つぶやきチャットやようつべで「死.tvまりあを殺せ」という旨の隠れたサインを送られている。
デスニャンが主催する「新・死.tv」にてゼッケン100番「元囚人"少女A"」の肩書きで参加。第1ステージ「○×クイズ・二択でバン」では、ゆりねの非業の死を見届けた後、ピココのアドバイスをもらうことで力技で突破する。第2ステージ「おかしの国の渡り橋」では、デスニャンの自分たちを殺し合わせるように仕組んだやるせない行動に業を煮やし、直接デスニャンに挑もうとしたところ罠に掛かり落下するも間一髪で助かる。その後、仕切り治して本番の第2ステージに挑むが、途中で裏拳法家の殺明と対峙。さらに、横やりで割ってきたツカサと対面し、彼女との「死.tvの存在云々」の意見でもめている最中に殺明により危機に陥るも、ツカサと共闘することで殺明を撃破し、第2ゲーム突破となる。その折、直接自分を殺さなかったツカサの心情を察し、コンビを組んで「新・死tv」優勝を目指すこととなった。第3ゲーム「何が出るかな?ドキドキカーレース」ではデスニャンの「厳正なる抽選」によりツカサとペアとなったが、まりあ自身は「このゲームにおける邪魔者たちと認識されてワザとまとめられた」と評していた。さらに、ゲーム開始直前に生き残りの参加者全員に「全員一緒にゴールしよう。そうすれば殺し合わずにゲームをクリアでき、願いもかなえられる」と性善説的なことを訴えるも、全員に爆笑されそれを拒否される。それに激高して前言撤回し、ゲームスタート時にツカサと共にうまく切り抜けて先頭を走る。しかし途中でデスニャン自ら参戦し、火炎放射器付きの巨大レーシングカー「ボス・カート」により襲われカートから飛び出し、全身打撲する。しかし、そこで見つけた「バナナ印オイル」をバットで打ち、「ボス・カート」の火炎放射器に命中させ炎上、一杯食わせることに成功した。直後、きりりと殺明にリベンジを仕掛けられ襲われる。
その後、デスニャンが提示した最終ステージ「まりあ争奪特別デスマッチ」により、柔道家・白石の投げ技を回避する器用さを見せ、白鳥を踏み殺した爪宮のペット・ショコラには犬好きである自身は手を出せず、GUNNAの仕込みマシンガンの銃弾を回避し、殺明のリベンジと同時に三つ子であることを知ったうえで3人の連係プレイにもはや危機に陥ったところをツカサに救われる。そして、「逃げる」という策を使い、参加者たちを狭い場所（図書室）に誘導し、金属バット「修羅道」のもう一つの機能である80万ボルトの電撃を放つ「電撃本塁打（サンダーボルト・ホームラン）」で全滅に追い込み、ショコラがロボットだと知るとツカサと共に容赦なく破壊した。そして参加者全員に「自分がこれ以上キレないうちに全員去れ」と逃げ帰らせ、一段落したところを前後して通風口に身を隠していたきりりに再び襲われる。
「新・死.tv」撃破後はデス・フォックスによって「最終決着戦」の島にツカサ・ピココとともに連れていかれる。第1ゲーム「よい子のモグラ叩き」では、スタッフが意図的に操作していたことを見破り撃破。第2ゲーム「人間将棋」では飛車役を務め、ツカサと共に撃破。第3ゲームでは、ボスがデスバニーであることや、それがツカサの母親であることを知ると、彼女のために自ら溶岩に身投げするが、その直前にきりりに救出される。その後、満身創痍になりながらもデス・フォックスの真の姿を見抜き、きりりの残した鉄球を打ち込んで勝利。右目を失ったものの、「死.tv」を壊滅させた。その後は「死.tv」の残党狩りの最中に牙人と知り合い、5年後に結婚（既に彼の子を身籠っているらしい）。結婚式の場に現れたきりりを迎え撃つべくバットを向ける場面で物語は終わる。
彦山 遊子（ひこやま ゆうこ） / ピココ
【攻撃力：E 頭脳：B スピード：E サバイバル力：E ゲーム力：S】
本作の狂言回し。メガネをかけた小柄なゲーマー少女。一人称は「ボク」で語尾に「っス」をつける。市立兄貴田中学校3年生。
表の世界であらゆるゲーム大会を制覇してきた実力者で、「ピココ」の通称で通っている。裏社会のゲームである「死.tv」においては周囲の参加者を「体力バカ」と見下し、その培ったゲーム知識と経験、持ち前の知力で制覇して、「一生ゲームだけして暮らす高等遊民の身分になる」という俗物的欲求が高じたのが参加理由であった。しかし、「死.tv」本番ではその桁外れなアトラクションに持ち前のゲーム経験が応用できず、小柄で元々運動能力に乏しいことが祟って危機に陥ってしまう。それを前後してまりあに助けられ、全く状況を知らされずに参加させられていた彼女に状況を説明したのをきっかけに、まりあの相棒兼ブレーン役として行動を共にすることになった。また、機械知識にも精通しており、第2ゲーム「オニごっこ迷路でドン」にて鬼役の機械の性質をまりあに説明し、彼女のサポートに大いに貢献した。実況では表世界のゲームの実力は評価されているが、同時に体力のなさも酷評されている。弓術家の十文字静火を知っているなど情報通でもある。
最終的にまりあと共に「死.tv」を優勝し、賞金10億円を手にする。その賞金はまりあと山分けする予定だったが、彼女からいらないと言われたために所持したままであり、それでも気が晴れないため、一か月後、彼女の野球部の試合終了後にそのグラウンドに訪れて渡そうとするも再度断られる。一方、長年引きこもっていたためか、学校ではいじめられており、その報復として賞金で雇ったSPを使っていじめを制止させ、賞金で購入したリムジンで悠々自適な生活を送っている。まりあと「死.tv」での死闘を経験した影響により引きこもりは改善されているが、同時に裏世界の厳しさも味わったため、以降の「死.tv」には参加していない。また、復帰したきりりの「新・死.tv」の参加を決意したまりあに、予め用意しておいた「一打入魂」の文字が入った折れず曲がらずの特注の金属製バット「修羅道」を渡し、その様子を遠くからまりあを見守りアドバイスを送っている。
まりあとツカサが「新・死.tv」を撃破したのを前後してデス・フォックスとその部下たちにSP共々拉致・拘束される。不正視聴の重罰として「最終決着戦」で強制参加させられ、人質役・指図役をやるハメになった。後者の指図役は、第2ゲーム「人間将棋」で王将役を兼任してまりあ・ツカサのみの駒を動かすことになるが、実は将棋の棋力は「アマチュア六段」の腕前を持ち、それを本ゲームに役立てて2人を勝利に導いた。
SP
名前不明。ピココが賞金で雇ったSPの2人組。サングラスをかけ、黒服を着ており、それぞれスキンヘッドと刈り上げの短髪が特徴。ピココのいじめっ子に対しておもちゃの銃を突き付けていじめを制止する。その後、「新・死tv」をピココと共に見守り、その最中に状況次第でツッコミを入れたりしている。第3ゲーム「何が出るかな?ドキドキカーレース」にて、まりあが「殺し合わずにみんなでゴールしよう」という発言には唖然としていたり、まりあがデスニャンに一杯食わせることに成功した際には無事だったことに涙していた。
天馬院 きりり（てんまいん きりり）
【攻撃力：S 頭脳：A スピード：A サバイバル力：A】
大富豪の令嬢。「死.tv」のアイドル的存在にして当ゲームで三連覇した最強プレイヤー。金髪のロングヘアで一見おしとやかだが、本性は自分が上流階級であることを鼻にかけ、他者を踏み台にして嘲笑するほど傲慢で冷酷な下衆そのもの。鎖付き鉄球を獲物としており、巧みに操る。また、身体能力も逸脱しており、その技量はまりあと互角以上に渡り合えるほどだが、上流階級であるという傲慢な性格が災いしていることもあって詰めが甘い部分もあり、頭の回転力はまりあの奇策には劣る。
デスバニーが主催する「死.tv」では第2ゲーム「オニごっこ迷路でドン」にて、ほかの参加者2人を鉄球の鎖で縛りつけて鬼役を引き付けるための囮にし、スキを見計らって跳躍とバク転でゴールに到着してクリアするなど、卑怯で卑劣ながらも実力の片鱗が見られる。それらの悪行がまりあの怒りを買うことになり、最終ステージの「メガトン・バニー・クライミング」で死闘を繰り広げることになる。持ち前の身体能力と操る鉄球でまりあを追い詰めるも、勝利を確信したことで思考を止め攻撃もワンパターンになり、まりあにその隙を突かれてデスバニーを道連れに破壊されたメガトン・バニーの耳の下敷きになり敗北。
その後は死亡したように見られていたが、実際にはスタッフに助けられて生還しており、この敗北を機に一皮むけてやや感情的になり、まりあをライバル視しリベンジを臨むようになる。「死.tv」のゲーム終了後から1か月後、まりあが通う中学の野球部の試合終了直後にグラウンドの電子掲示板の上に姿を現し、あいさつ代わりに鉄球を投げつけた直後、一週間後に「死.tv」の新・大会があることを告げると同時にまりあのバットに招待状を差し込み、再会とリベンジを告げてその場を去り、後日予定通りに参加する。
デスニャンが主催する「新・死.tv」において、ゼッケン1番「鉄球令嬢」の肩書きで参加。第1ステージ「○×クイズ・2択でバン」は直接の描写はないものの突破し、第2ステージ「おかしの国の渡り橋」でも難なく突破。第3ゲーム「何が出るかな?ドキドキカーレース」では殺明と組むことになり、蛮藤亜利奈を撃破した後、デスニャンに一杯食わせた直後のまりあとツカサに得意の鎖付き鉄球で襲い掛かる。そこでリベンジを果たそうとするが、重傷を負いながらも生還したデスニャンに仲裁される。その上でデスニャンの一存により提示した最終ステージ「まりあ争奪特別デスマッチ」で、まりあと戦えるチャンスを狙うため、まりあに襲い掛かる他の参加者をよそにあえて自らは先に手を出さずに呑気に紅茶を飲んでいた。そして、まりあの策でほかの参加者を狭い場所（図書室）に誘導して繰り出した奥の手「電撃本塁打（サンダーボルト・ホームラン）」で全滅させてリタイアさせた後、まりあの策と奥の手を知り、まりあの行動パターンを読んだうえで通風口に身を隠してまりあを襲う。
「新・死.tv」での敗北後、秘かに「最終決着戦」に潜り込んでいたようで、ツカサの気持ちを知って自ら転落したまりあを「簡単に死なれては困る」という理由で救出する。さらに鉄球をまりあの胸元に忍ばせており、これがデス・フォックスへのトドメになった。しかし決して改心したわけではなく、5年後のまりあの結婚式に現れ、「新たな死.tvを作る」ことを宣言し、再びまりあと対峙する。
クリスティーヌ
きりりのメイド。きりりが第2ゲームの勝利後にお茶を煎れていた。なお、「死.tv」には参加していない。
灰原 司沙（はいばら つかさ） / ツカサ
【攻撃力：B 頭脳：A スピード：C サバイバル力：B+】
デスニャンが主催する「新・死.tv」の参加者の1人。ゼッケン12番。肩書きは「母親を探す拳銃使い」。ポニーテールと長いもみ上げ、釣り目に長いまつ毛、寡黙そうな表情と、マフラーを巻き、トレンチコートを纏い、ロングスカートを穿き、靴はロンドンブーツを履いた格好が特徴。ピココいわく「お堅そうなプレイヤー」。拳銃使いで、改造したリボルバー「S&WM500」を得物としており、厚さ2センチの鉄板を楽に打ち抜くほどの威力を誇り、まりあのバット（修羅道）を「3発撃てば貫通する」と言っていた。他の参加者の追随を許さない圧倒的な戦闘力と戦略術を兼ね備えており、まりあやきりりにも勝るとも劣らない実力者だが、善悪の判断を「薄っぺらい正義感」と切り捨て、それを振りかざす人間を嫌っており、目的のためならどんな手でも使って勝ち抜く姿勢を崩さないなど、柔軟とも冷酷とも見て取れる行動が目立つ。
第2ゲーム「おかしの国の渡り橋」にて裏拳法家の殺明と対峙しているまりあに対して「邪魔だから」という理由でゲームから降りるように諭すが、まりあに「参加者と同じ欲を満たすために参加しているのか」と返され、それに対し「このゲーム（死.tv）を潰すための計画を立てずに生兵法で挑むなんて甘い」と酷評した上で、「（まりあは）『死.tv』を潰したくても、ほかのプレイヤーには願いをかなえるために必要なゲーム」と客観的な意見を述べていた。
まりあと口論になっている最中、殺明にスキを突かれて節棍で拘束されるが、まりあに奇策を持ち掛けられてそれを信じて実行し、橋を利用して節棍を振り子のように回転して発砲し、殺明の節棍の「つなぎ目の鎖」を破壊し、まりあと共に第2ゲーム突破となる。その際、「裏切るかもしれないのになぜ助けたのか」とまりあに問うが、彼女に「殺明と争っている最中に、邪魔なら自分を打って通ればよかったのに、それをしなかった」という理由で「信じたかった」と言われたことで、不本意そうな態度をとりながらも心を開き、自分の名前と願いを明かし、まりあとコンビを組んで「新・死tv」の優勝を目指すことになった。
願いは「失踪した母親を探し出すこと」であり、先述の「『死.tv』は願いをかなえるために必要なイベント」発言や、まりあを殺さなかったのも、本心では自分と心を許し合い共闘できる仲間を欲していた節が目立っていた。
第3ゲーム「何が出るかな?ドキドキカーレース」では、デスニャンの「厳正なる抽選」により、まりあとペアとなり、運転者となる。片輪走行やオイルの罠で滑り進めなくなったプレイヤーを利用してピンボールの如くカートにぶつかり突破するなど、かなりのドラテクを披露した。しかし、デスニャンの参戦により「ボス・カート」に襲われるも、まりあの策略により事なきを得る。その直後、きりりと殺明に襲われるが、デスニャンの仲裁により最終ステージ「まりあ争奪特別デスマッチ」に突入。そこでもまりあを助ける活躍を見せる。
まりあと共に「新・死.tv」を撃破した直後、デス・フォックスによって「最終決着戦」の会場に連れていかれるが、この時、「死.tv」の中枢部のことまで知っていることをまりあに話した。その正体は、「アメリカ合衆国CIA特別捜査班所属」の諜報員（スパイ）であり、トレンチコートの下は胸が露出したボディスーツを着ている。コードネームは「グレイハウンド」。まりあにはコードネームを笑われてしまい、本人も上司が付けた名前であったために不本意であり、クールだった姿勢もまりあと「年頃の女子の会話」さながらに表情を崩していた。その際、自身の本当の目標も「『死.tv』を解体する」ことも明かした。
まりあと共に相変わらずゲームを撃破していくが、第3ゲームの開始前に「自身の母親がデスバニー」であることを知らされ、「第3ゲームでまりあを殺せばその願いも叶う」と葛藤の末にまりあの右肩を銃で狙撃してしまう。まりあからはそれを理解され、自ら溶岩の中に落ちてしまうが、復活したきりりに助けられたため、事なきを得る。

### 死.tv主催者・参加者
デスバニー
「死.tv」の主催者であるゲームマスター。ウサギ耳が付いたドクロのヘルメットを被り、バニーガール衣装を着た女性。目元はベタフラッシュで表現されているが、危機に陥ると素顔の目元を露にする。とまりあを嵌めて「死.tv」に参加させた張本人。自らもきりりと同様、上流階級であり、なおかつ鼻にかけている傲慢さと、きりり以外の参加者を「かごの中で醜く殺しあう害虫」と呼んで見下し、死んでいく様子を嘲笑する冷酷で卑劣な下衆そのもの。しかし、ゲームマスターを名乗るだけあって実力も伴っており、まりあときりりがゲームの範囲外でタイマンを張ろうとして仲裁する際、2人の腕を自らの手で制止するほど腕力が強い。
最終ステージでまりあの奇策により、きりりも道連れにメガトン・バニーの耳の下敷きになり敗北。その後の生死は長らく不明だったが、後にデス・フォックスによって救出されたことが判明する。
「死.tv」最終決着戦（クライマックスシリーズ）の第3ゲーム「地獄に架ける橋」にて再登場。デス・フォックスの部下および本ゲームの対戦相手としてまりあ、ツカサを苦しめる。トレードマークであったヘルメットの下は左目に包帯を巻いており、デス・フォックスによって筋肉増強の手術を施され、鉄のトゲが付いた鞭「ニードル・デス・ウィップ」を数本操れるなど、以前より実力が強化された。それに伴い、「許さねぇわよ!!!」など口調もやや荒々しくなっている上にまりあ、ツカサを苦しめて狂喜するなど残忍性も増している。
その正体は、10年前に行方不明になっていたツカサの母親だった。しかし、ツカサを自分の娘だと気づいて（認識して）いない。
ランバージャック・マッディ
デスバニーが主催する「死.tv」参加者の1人。ゼッケン50番。ネコミミフードを被ったビキニ姿が特徴で、口癖は「にゃ」。チェーンソーを獲物としており、バラバラ殺人という嗜虐癖を持つ木こり。第1ステージ「水びたしフラッグレースでポン」にて、ターゲットプレイヤーであるまりあを狙い、無関係な参加者を躊躇なく殺害する残忍さを持つ一方、自らの巨乳を「美しい」と称するナルシストでもある。
当初は何も聞かされないままゲームに参加したまりあに襲い掛かるも、すべて回避・防御されたうえ、ピココの助言を聞いてゲームの流れを理解したまりあにチェーンソーを一撃で破壊され敗北するが、性懲りもなく「第二の刃」であるサバイバルナイフでまりあを背後から殺害する直前に、まりあがマッディの殺気よりミス・リンチによる銃弾から回避したため、その銃弾が自らの顔面頭部に命中・貫通して死亡する。
ミス・リンチ
デスバニーが主催する「死.tv」参加者の1人。ゼッケン21番。ぼさぼさのロングヘアに帽子を被り、爆乳でガンマン風の格好が特徴。喫煙者。肩書きは「重機関銃の殺し屋」であり、2丁の重機関銃を獲物としており、参加者を見境なく銃殺する危険女。
第1ステージ「水びたしフラッグレースでポン」では、ターゲットプレイヤーであるまりあを狙い発砲するも回避され、その銃弾はマッディに命中した。なお、この時点ですでにフラッグを取得しノルマをクリアするなど、実力の片鱗を見せたが、まりあを狙うあまり銃弾を発砲し続けていることをまりあに逆手に取られ、遮蔽物代わりに利用していたフラッグの塔に亀裂を入れさせることで頃合いを見計らってまりあにバットで塔を破壊されゴールの橋を作る時間を与えてしまい、自らは塔の下敷きからは回避できたものの、まりあに顔を踏まれ2人分のフラッグを取得され、まりあとピココの勝利を許してしまう。その後は姿が見えないあたり、リタイアとなったことが示唆されている。
十文字 静火（じゅうもんじ しずか）
デスバニーが主催する「死.tv」参加者の1人。ゼッケン54番。かかとまで届くほどの姫カットのロングストレートヘアを結んでおり、弓道着姿が特徴。弓矢を得物とする若年の天才弓術家であり、鎌倉時代から続く古流弓術・鏑王流継承者にして3000人の門下生を抱える女傑。自らが放つ鋼鉄の矢は200メートル先の鉄板3枚分も貫通するほどの弓腕を誇り、その超人ぶりからネット上では専用のスレッドがいくつも開設されているなど伝説と化している。ピココからこの話を聞いたまりあは「チームを組みたい」と言い、ピココは「恐れ多いが同感」と言ったほど。武術家ゆえに普段は冷静で凛としているが、第1ステージ「水びたしフラッグレースでポン」ではミス・リンチを倒したまりあの破天荒（前代未聞）なゲーム攻略には驚きを隠せず唖然としていた。
第2ゲーム「オニごっこ迷路でドン」にてまりあ、ピココと対面し、鬼役がウサギの着ぐるみロボットの「ピョンイチくん」であることを見抜く着目眼と洞察力、また近寄らないように諭すなど、親切心も見せていた。先手必勝を信条としており、「ピョンイチくん」の頭部を貫通することには成功したものの、効果がなく目に見えない居合抜きで両断されて死亡する。
物沢 理恵魅（ものさわ りえみ）
デスバニーが主催する「死.tv」参加者の1人。ゼッケン26番。常に笑みを絶やさず、モサモサした長髪と角帽を被り、ロイド眼鏡をかけ、白衣を着た小柄な体型が特徴。自作の危険薬物で人を溶かすのが趣味のマッド・サイエンティスト。最終ステージ「メガトン・バニー・クライミング」にてまりあときりりが死闘を繰り広げている隙にまりあを狙い自作の薬物で溶かそうとするも、きりりの鉄球を打ち返したまりあのバットの衝撃波の巻き添えを食らい、その薬物を自ら浴びるハメになりリタイア（明確な死亡描写はない）。
ZAKI=KO（ザキ=コ）
デスバニーが主催する「死.tv」参加者の1人。ゼッケン72番。団子状と尾下げの髪、長い睫と左目の下にペイント、浅黒い肌に黒ブラを着用した巨乳のダンサーで、日本刀並みの切れ味と、ミサイル機能を持つ鉤爪状のネイルを得物とする。ラップを歌いながら、遠距離からの攻撃ピココに傷を負わせ、続いてまりあを狙うもきりりの鉄球を背後から受け胸部に貫通して殺害されてしまう。
漢崎 ゆりね（おとこざき ゆりね）
デスバニーが主催する「死.tv」参加者の1人。ゼッケン97番。サングラスをかけ、ベレー帽に迷彩服を着た筋肉質で大柄な体型が特徴。元傭兵で、己の拳のみを信じて最終ステージ「メガトン・バニー・クライミング」に挑むも、まりあがきりりの死闘に勝利し「死.tv」を優勝したため一手差で敗北するも、後に最後まで生存していたことが確認された。
デスニャンが主催する「新・死.tv」にもゼッケン71番として参加する。まりあと再会し、彼女を前回の戦いぶりから「戦場においてもいい兵士になれる」と評しており、互いのゲームでの健闘を祈った。また、素顔も判明しており、まりあいわく「かわいい目」。「新・死.tv」第1ステージ「○×クイズ・2択でバン」においては、単純な問題を深読みして裏をかいて回答ゾーンにいくも、不正解となりペナルティとして「針のプレス機」に串刺しにされて非業の死を遂げる。

### 新・死.tv主催者・参加者
デスニャン
【攻撃力：D 頭脳：S スピード：D サバイバル力：S】
「新・死.tv」の主催者であるゲームマスター。ネコミミ付きのドクロの仮面を被っており、こちらは目元が見える。一人称は「me（みゃー）」で、口癖は「にゃ」。デスバニー同様、冷酷な性格。
第1ステージ「○×クイズ・2択でバン」では、まりあを試すように意図的に正解のない問題を出してペナルティを免れたまりあに宣戦布告する。第3ゲーム「何が出るかな?ドキドキカーレース」の途中から自ら参戦し、火炎放射器付きの巨大レーシングカー「ボス・カート」でまりあを襲う。しかし、まりあの策略により、アイテム「バナナ印オイル」をバットで打たれ、「ボス・カート」の火炎放射器に命中し炎上、一杯食わされて敗北。その直後、火傷などの重傷を負いながらも生還し、まりあへの恨みから自身の一存で最終ステージ「まりあ争奪特別デスマッチ」を開催し、自身は生命維持装置の横になる。
死.tvの幹部候補
名前不明。デスニャンの部下たち。スーツと蝶ネクタイが特徴。
殺 明（シャー ミン）
【攻撃力：B 頭脳：C スピード：A サバイバル力：B】
デスニャンが主催する「新・死.tv」の参加者の1人。ゼッケン33番。肩書きは「裏拳法家」。露出度の高いチャイナドレスを着ており、アイシャドウが特徴。口癖は「○○ヨ」、「○○ネ」。トゲ付きの変幻自在の棍棒（節棍）を得物としており、ツカサの拳銃でも「弾き飛ばしても壊せないかな…」と言わしめるほどの強度を持つが、つなぎ目の鎖の強度は並。第2ステージ「おかしの国の渡り橋」で、4人殺害してまりあとツカサを襲うも、まりあの策によりツカサの銃で節棍の「つなぎ目の鎖」を破壊されたうえ、まりあにバットで破壊された節棍ごと打ち返されてしまい敗北。しかし、リタイアとなったわけではなく、打ち返された勢いでゴールしてしまい、まりあ、ツカサと共にトリプルゴールして第2ゲーム突破となる。第3ゲーム「何が出るかな?ドキドキカーレース」ではきりりと組むことになり、デスニャンに一杯食わせた直後のまりあとツカサに襲い掛かる。その後、デスニャンの一存で開催した最終ステージ「まりあ争奪特別デスマッチ」にて自身が三つ子であることを明かしたうえで、まりあに再び襲い掛かる。その後、まりあの策により狭い場所に誘導され、まりあの策にはまり敗北。直後、まりあの「キレないうちに去れ」という忠告を聞き入れて逃げるように去る。
殺 胼（シャー ペン）、殺 別渡（シャー ベット）
殺明の三つ子の片割れたち。それぞれゼッケン55番、77番。素性を隠すために変装しており、最終ステージで正体を明かしまりあを襲うも、まりあの策により敗北し、逃げるように去る。
刃履 アニー（はばき アニー）
デスニャンが主催する「新・死.tv」の参加者の1人。ゼッケン26番。ツーサイドアップの髪形に釣り目、棒付きキャンディーを加え、肩当付きのワンピースを着ているのが特徴。「何ら？」「ブッタ斬ってやるのら」など、「だ」を「ら」に変えた口調で話す。二刀流の日本刀を得物としており、第3ゲーム「何が出るかな?ドキドキカーレース」にていの一番にプレイヤー日本刀で縦から真っ二つにして殺害する。その直後、アイテム「スピードアップニトロブースター」を入手しレーシングカーのスピードを上げ、まりあとツカサに追い着き襲い掛かるも、ツカサの片輪走行のドラテクにより回避され、アイテムの効果が仇となってスピードが落ちずに曲がることもできず、最期は運転者と共に目と口を開き断末魔を上げて壁に激突し車を破損させ爆破、死亡する。
蛮藤 亜利奈（ばんどう ありな）
デスニャンが主催する「新・死.tv」の参加者の1人。関東一帯を仕切るレディース（女性暴走族）「亜魔蘇根巣（アマゾネス）」の総長。鋼鉄の木刀「武血斬（ブッチギリ）」を獲物としており、一人称は「アタイ」。外跳ねのショートボブカットと釣り目が特徴で、「喧嘩上等」、「愛羅武勇」の文字を入れたマトイ（特攻服）を羽織り、巨乳にさらしを巻いている。きりりを狙い、彼女に勝って鼻を明かそうとして襲い掛かるも、まりあとの戦いで敗北を経験したきりりには歯が立たず、鉄球の鎖で巻き付けられて身動きを取れなくされ、止めに鉄球で頭部を貫通されて死亡する。
単行本で加筆された際に登場したキャラクターである。
白鳥 育乃（しらとり いくの）
デスニャンが主催する「新・死.tv」の参加者の1人。ゼッケン94番。肩書きは「無差別級柔道家」。大柄な体型が特徴で、柔道着には「小学館」と書かれている。最終ステージ「まりあ争奪特別デスマッチ」でまりあを投げようとするも回避される。「絶対つかまえて投げてやる」というほど技に情熱を持ち執念深くまりあを負うも、それが仇となって後ろから襲ってきた爪宮のペット・ショコラに踏みつぶされて死亡する。
爪宮 純愛（つめみや ピュア）
デスニャンが主催する「新・死.tv」の参加者の1人。ゼッケン67番。肩書きは「愛犬家（?）」。「自分には何の能力もない」という理由で愛犬のショコラに頼るなど、弱気で他力本願な性格。最終ステージ「まりあ争奪特別デスマッチ」でまりあを負うも、まりあの奇策により敗北した上に愛犬のショコラが破壊されたことでまりあの「キレないうちに全員去れ」という言葉によりその場を逃げるように去る。
ショコラ
爪宮のペットである超大型犬。その正体はロボット。白鳥を踏み殺すも、まりあの策により電撃を浴び、正体がばれてまりあとツカサに完膚無きまでに破壊された。
GUNNA（ガンナ）
デスニャンが主催する「新・死.tv」の参加者の1人。ゼッケン5番。肩書きは「アングラギタリスト」。サングラスとパンク系ファッションが特徴。マシンガンを仕込んだエレキギターが武器で、最終ステージ「まりあ争奪特別デスマッチ」でまりあを襲うも、まりあの策により敗北し、まりあの言葉によりその場を去る。

### 死.tv最終決着戦主催者・参加者
デス・フォックス
本作の黒幕。死.tv統括プロデューサーおよび創始者にして「死.tv最終決着戦（クライマックスシリーズ）」の主催者。その名の通り、キツネ耳の被り物をした長髪に、並々ならぬ威圧感を放つ筋骨隆々の体格をした人物（まりあいわく、「男か女か分からない」）。ピココを片手で胴体を掴むほどの巨大な手掌と握力を持つ。
新・死.tv優勝を果たしたまりあたちを、沈没する空母からヘリコプターで救助する。それを前後して「新・死.tv」を不正視聴していたピココたちを拘束し、まりあたちと面会し、自身の素性を明かしてまりあを「死.tv史上最強」と高評価した。その上で「憎め、憤れ」と挑発し、自身を含んだ「運営対まりあたち」で宣戦布告。「死.tv最終決着戦」を開催し、その場まで連れて行く。最終決戦ではその圧倒的な力でまりあを追い詰め、その右目を潰して満身創痍に追い込むが、その身体は機械とドーピングによるツギハギに過ぎず、本当の姿は若作りと改造を施しただけの老人である事をまりあに見抜かれ、最終的に敗北。本来の姿に戻って意識を失うも、法の裁きを受けさせるために蘇生処置が取られた。
デス・モール
デス・フォックスが厳選した運営側の選手で、第1ゲーム「よい子の巨大モグラ叩き」の対戦相手。その名の通り、モグラの被り物をしており、「モフフフ…」や「モグ」などが口癖。Lカップの爆乳であり、「大きいは正義！そんな小さい胸叩きつぶしちゃうモグ！」と言うなど自身の体型をまりあに宛てつけて自慢している。デス・フォックスいわく「Lカップなのにスピードスター」であり、まりあを爆乳で弾き飛ばして巨大なハンマーでモグラを叩きまくるなど凄まじい戦闘力を披露した。まりあたちより先に2ポイント取得したが、カラクリに気付いたまりあにコンピューターを破壊され、その反動で出てきたモグラを自身ごと3ポイント分のモグラを叩かれて敗北。
デス・モンキー
デス・フォックスの部下で、第2ゲーム「人間将棋」の対戦相手の一人。その名の通り、サル耳をつけており、「キー」が口癖。駒は歩兵を務める。本人曰く、「150人の首を狩ってきた」鎖鎌でまりあに襲い掛かるも、まりあに「修羅道」で破壊された上に「電撃食らいてぇか？」と脅されたことで泣き出して戦意喪失し、リタイア。
デス・アルパカ
デス・フォックスの部下で、第2ゲーム「人間将棋」の対戦相手の一人。その名の通り、アルパカの被り物をしており、「パカ」が口癖。駒は角行を務める。ガトリング砲を得物としており、ツカサに襲い掛かるも、ツカサが発砲した拳銃の弾が背後にいるポジションの持っている盾に跳弾（反射）して食らってしまい、その拍子に自身が発砲していたガトリング砲の弾が味方の歩兵たちに命中して重傷を負わせてしまった。
デス・チワワ
デス・フォックスの部下で、第2ゲーム「人間将棋」の対戦相手の一人。その名の通り、チワワの被り物をしており、「ワンワンワン」と吠える口癖が冒頭で描写された。駒のポジションは不明。まりあに襲い掛かるも、まりあの膝蹴りを食らい気絶し、リタイア。
デス・アナコンダ
デス・フォックスの部下で、第2ゲーム「人間将棋」の対戦相手の一人。その名の通り、アナコンダのぬいぐるみを身に巻き付けており、「シャシャシャーッ!!」が口癖。駒は銀将を務める。毒を塗った鉤爪を得物としており、まりあに一杯食わすもまりあの踏みつけにより戦意喪失、リタイア。
デス・バット
デス・フォックスの部下で、「アメリカ支部主催者」。第2ゲーム「人間将棋」の対戦相手の一人。その名の通り、コウモリの耳と羽根をつけており、黒髪のロングヘア―が特徴。駒は金将を務める。自身も野球好きであり、まりあに近親感を抱いていた。その名称に掛けて黒いバットを二本もっており、関西弁で話す。2本のバットを器用にこなしてまりあを追い詰めるも、最後はまりあのとった奇策とツカサのコンボによって「修羅道」が自身の頭部の頂点に命中して気絶。

### 読み切り版

#### 参加者
狩野 牙人（カノウ キバト）
読み切り編の主人公。一人称は「俺」。選手ナンバー100番で、参加者の中では最年少。釣り目で、左目の下に稲妻のペイントをしており、ライオンを彷彿とさせるボサボサの長髪に筋肉質の体型が特徴。巨大ペンギン「デス・ビースト」に食い殺された父・雷人の敵を討つために10年間鍛え続けて自らも「死.tv」に参加。登場時には丼5杯分の食事をするなど大食いでもある。好きな教科は数学で暗算が得意。また、着目眼や洞察力にも優れており、それに伴う機転も持ち合わせる。常人離れした筋力と脚力、頭の回転力で数々のステージを勝ち抜いていく。第2ゲーム「希望の柱渡りでドン」では次々と参加者が落下していくのを見かねて自ら罠のある柱をすべて踏みつけて残りの参加者に引導を渡すなど優しさも見られる。
最終的には瑠々奈と共に生き残り、自らの敵であるデス・ビーストに「T・B・D（サンダー・バック・ドロップ）」で止めを刺し優勝。その願いを「皇帝デスがゲームに挑戦すること」に使い、後日談では瑠々奈のアイドル人気上昇が叶ったことを心から祝福し、自らは「死.tv」のプロデューサーから届いた「『死.tv』in USA」の招待状を持ち歩き、打倒プロデューサーを目標にする。
連載版には最終回に登場。死.tvの残党狩りの最中にまりあと出会ったらしく、5年後のエピローグにて結婚した。
狩野 雷人（カノウ ライト）
牙人の父でプロレスラー。マスクをかぶった筋肉質の体型が特徴。貧困の家庭を救うために「死.tv」に参加したものの、デス・ビーストに食われ死亡した。被っていたマスクは、息子の牙人が形見として持っている。
星塚 瑠々奈（ほしづか ルルナ）
読み切り編のヒロイン。一人称は「私」か「ルルナ」。選手メンバー33番、もしくはナンバー21番。年齢は牙人と同い年くらい。肩書きは「がけっぷちアイドル」。ショートヘアにアホ毛、リボン付きのカチューシャをしており、目には瞳孔に星があり、星形のピアスをしており、穴あきグローブとフリル付きの袖なし衣装とミニスカート、ニーソックスに革靴を履いているのが特徴。スタイルもよく巨乳。93名所属しているアイドルグループ「IWG」のメンバーでキャリア3年目のアイドルだが、売れないため自らの人気上昇のために「死.tv」に参加するも、強面の男性陣の参加者が多いことから恐々とするハメになる。一方で情報通でもあり、参加者の中にいた柴木、玉田、鶴神のことも知っていた。
スカートのファスナーが開いていることに気付かないなどドジっ娘で臆病者だが、牙人の手助けと強運で勝ち抜いていく。第1ゲーム「巨大ふるい落としでポン」では運よくスカートが引っ掛かって落下せずに済んだ。第2ゲーム「希望の柱渡りでドン」では次々と参加者が落下していくのを見てパニックになり、「ルルナ、おっぱい見せますんで助けてー」と泣き言を言っていたが、牙人の引導により突破。第3ゲーム「暗算カルタでバン」では計算が苦手なことも相まって危機に陥っていたが、自身の所属するアイドルグループの問題が出たため運よく突破。最終ゲーム「グラディエイター」では牙人に逃げるように諭され最後まで生き残った。後日談では自身の願いが叶い、ライブではセンターの座を獲得した。
ダイソン柴木（ダイソン しばき）
空手道の全日本チャンピオン。選手ナンバー82番。刈り上げで尖った立て髪で強面、筋肉質で大柄、「剛豪会」の文字が入った道着を着た男。予選前のステージで食事をしていた牙人を「場違いなヤツ」と認識して「ガキじゃ無理だ」と突っかかっていた。また、瑠々奈に「女がいる…」と好奇の目で見ていた。願いは賞金10億円。第1ゲーム「巨大ふるい落としでポン」では、持ち前の筋力で金網にしがみつき突破。第2ゲーム「希望の柱渡りでドン」で先手を取って優勢に進むも、チーズケーキの円柱の罠に掛かり足を滑らせ落下し、ピラニアに襲われリタイヤ。
玉田ゴールデン（たまだ ゴールデン）
M-1予選落ちするほど不幸な芸人。関西弁口調で、ラクダの被り物と「ゴ」の文字が入った全身タイツに渦巻きホッペに穏やかな顔つきが特徴。自身の冠番組を持つために参加。第1ゲーム「巨大ふるい落としでポン」では自身の夢のために信念と根性で突破、第2ゲーム「希望の柱渡りでドン」では瑠々奈同様、次々と参加者が落下していくのを見てパニックになり、「漫談やるから勘弁して」と泣き言を言っていたが、牙人の引導により突破。第3ゲーム「暗算カルタでバン」ではそろばんを習得していたこともあって得意の計算を応用して突破しようとするも、お手付きをして5億ボルトの電流を浴び骨だけとなりリタイヤ。
鶴神 真鬼王（つるがみ まきお）
死刑囚。スキンヘッドで大きい十字傷があり、三白眼の強面に顎鬚、ピアスとネックレスにアロハシャツに龍の刺青とさらしを巻いているのが特徴。素行が悪く風船ガムを吹いていたり、粗暴な場面も目立つ。匕首を得物としており、対立するヤクザを全滅（殺害）したことで死刑判決を受けたため、死刑を取り消してシャバに出るために「死.tv」に参加する。第1ゲーム「巨大ふるい落としでポン」では難なく突破。第2ゲーム「希望の柱渡りでドン」では命乞いをする瑠々奈と玉田に痺れを切らし、皇帝デスに「2人を突き落とすから自分を生き残らせろ」と申し出ていたが、結局は牙人の引導により突破する。第3ゲーム「暗算カルタでバン」では参加者がリタイアしていくところを見計らい突破。最終ゲーム「グラディエイター」で牙人、瑠々奈と共に生き残り、匕首で知らされていない敵に挑もうとするも、デス・ビーストに頭部を食われ死亡する。

#### 主催者側
皇帝デス（カイザー デス）
読み切り編のゲームマスター。ペンギンの着ぐるみを着ているのが特徴。喫煙者。自身が上流階級であることに花をかけており、庶民を見下す傲慢な性格だが、中身はひ弱で小心者。ゲームでは目立っていた牙人を陥れようとするもことごとく失敗に終わり、最後はデス・ビーストを自らが操っていたことが露見して敗北。直後、プロデューサーが牙人の願いである「皇帝デス自らゲームに参加すること」を聞き入れたため、相応の報いを受けるハメになった。
スタッフ
「死.tv」のスタッフで複数人いる。サングラスに黒いスーツを着ているのが特徴。参加者に並ぶように指示したり、食事している牙人に注意したり、第1ゲーム「巨大ふるい落としでポン」をクリアした瑠々奈のスカートを目のやり場に困りながら金網から外そうとするなど苦労が絶えない。
プロデューサー
「死.tv」のプロデューサーで、皇帝デスの上司。電子ホログラムのイメージでしか登場しないため、正体は不明。普通の刺激では視聴者が楽しまないという理由で参加者をゲームで大量に殺すように指示する。優勝した牙人の願いである「皇帝デスが『死.tv』のゲームに挑戦すること」を聞き入れ承諾した。
デス・ビースト
遺伝子操作により作られた巨大ペンギン。体長4メートル、体重1トン。これまで230名の参加者を食い殺してきた、牙人の父・雷人の敵。牙人との対決では動物の急所である眉間に拳を入れられ怯むもものともせずに襲い掛かる。しかし、牙人に皇帝デスが操作していること気づかれてからくりを破壊され、最後は牙人の「T・B・D」により敗北。その直後、牙人の願いを聞き入れたプロデューサーにより皇帝デスを襲うことになった。

## 用語
死.tv（デスドットティービー）
全世界のVIP会員だけが視聴可能な裏の動画配信サイトで、その名の通り、命を賭けた死の素人参加型のゲーム番組。それゆえに、「運営局が世界一と自負する過激な内容」と表現している。デスバニーが主催しており、彼女から出題される3つのスペシャルステージで行われるゲームをすべてクリアすれば、どんな願いも1つだけ叶えてくれるが、失敗すれば死亡するという、ハイリスク・ハイリターンなギャンブルそのもの。まりあの活躍によって壊滅したが、放送局自体が壊滅したわけではなく、後に新主催者として君臨したデスニャンによって「新・死.tv（リニューアル・デスドットティービー）」として復活している。
なお、視聴するには以下の条件がある。
- サイトにアクセスするには、185のセキュリティを突破すること。
- 表示されている料金表を見て、入会費2千万円（ないしは19万6千ドル）と、毎回の視聴料金として、S席250万円、A席100万円、B席70万円のいずれかを選び支払うことを承認し、裏会員登録をクリックする。
- ゲーム生放送における視聴中の注意事項が表示される。
  - 生放送中におけるコメントの入力は可能。
  - 世界一過激な内容の裏の動画配信サイトであるがゆえに、それらの映像を無断でコピー、保存、インターネットに流出するなどの行為は禁止。
  - 視聴中に身心に影響を及ぼしても当局は一切責任を負わない。

- それらの注意事項をすべて承認したうえで、初めて視聴できる。

水びたしフラッグレースでポン
オニごっこ迷路でドン
メガトン・バニー・クライミング
新・死.tv（リニューアル・デスドットティービー）
デスバニーに代わり、デスニャンが主催することになった「死.tv」の新・大会（リニューアル・ゲーム）。前回よりゲームの難易度が高い。
○×クイズ・2択でバン
おかしの国の渡り橋
何が出るかな?ドキドキカーレース
死.tv（読み切り編）
皇帝デス（実際にはその上司であるプロデューサー）が主催する。基本的な内容は連載版とほとんど同じだが、出題されるゲームは4つとなっている。また、こちらは瑠々奈以外の参加者、および運営は全員男性であった。
巨大ふるい落としでポン
希望の柱渡りでドン
暗算カルタでバン
グラディエイター

## 書誌情報
- カネダカズヤ『死.tv』 小学館〈コロコロアニキコミックス〉、全3巻
  1. 2016年11月20日初版発行（2016年11月15日発売[25]）、ISBN 978-4-09-142260-6
  2. 2016年11月20日初版発行（2018年2月9日発売[26]）、ISBN 978-4-09-142645-1
  3. 2019年12月12日発売[27]、ISBN 978-4-09-143150-9